# Autunit
Autunitul este un mineral fosfat hidratat de uranil și calciu cu formula chimică Ca(UO2PO4)2·8-12H2O din categoria fosfaților, arsenaților și vanadaților.

## Descriere
Mineralul cristalizează în sistemul tetragonal, prezentându-se sub formă de cristale tabulare, foioase sau solzoase, de o culoare galbenă deschisă, cu variații spre galben verzui și verde.
La lumina ultravioletă apare galben fosforescent. 
Datorită conținutului de uraniu mineralul este radioactiv (peste 70 Bq/g (Bequerel/gram)).

## Istoric
Numele de autunit este atribuit mineralului după denumirea orașului francez Autun, unde a fost descoperit în anul 1852.

## Răspândire
Autunitul ia naștere prin procesul de oxidare a zăcămintelor de uraniu și pegmatit. De asemenea poate apărea în roci sedimentare sau roci formate prin procese hidrotermale din diferite minereuri de uraniu.
Locuri pe glob unde s-a găsit autunit sunt: Schneeberg și Johanngeorgenstadt în Germania, Autun în Franța, Northern Territory în Australia, Cornwall în Marea Britanie, Washington în SUA și Jáchymov în Slovacia. In Romania autunitul s-a gasit pe Valea Latoritei in dreptul localitati Ciunget (jud. Valcea), Băița Bihor (jud. Bihor) și Ciudanovița (jud. Caraș-Severin)